# ترور اینهورن
ترِوِر اینهورن (انگلیسی: Trevor Einhorn) (زاده ۳ نوامبر ۱۹۸۸) بازیگر آمریکایی است. او به خاطر بازی جاش هابرمن، در سریال جادوگران و نقش فردریک در طنز تلویزیونی فریژر شناخته شده‌است.

## حرفه
ترِوِر اینهورن اولین نقش بزرگ خود را به عنوان شخصیت دوره ای، فردریک کران، در فریژر ایفا کرد.
او در اپیزودی از سریال اداره به عنوان جاستین پولزنیک، دانشجوی علاقه‌مند به کارآموزی در داندر میفلین، ظاهر شد. او همچنین به عنوان یک بیمار جوان در سریال دو پسر و یک دختر مهمان بود. در فیلم BASEketball، نقش جوئی توماس را بازی کرد. او همچنین نقش هنری واکر را در سریال پسران و دختران بازی کرد.
ترِوِر اینهورن با کیفر ساترلند در تبلیغات تلویزیونی «دیتامیت کاپکیک» برای لپ تاپ‌های ایسر ظاهر شد و در فصل ششم و هفتم سریال مد من به عنوان جان ماتیس ایفای نقش کرد.
وی در حال حاضر در سریال جادوگران ، به عنوان جاش هابرمن بازی می‌کند.

## زندگی شخصی
ترِوِر اینهورن در لس آنجلس، کالیفرنیا متولد شد. وی در سال ۲۰۰۶ از دبیرستان بورلی هیلز فارغ‌التحصیل شد. اینهورن در حال حاضر با رقصنده ای به نام آلیکس آندروشوک نامزد است.

## فیلمبرداری

### فیلم
| سال  | عنوان              | نقش       | یادداشت        |
| ---- | ------------------ | --------- | -------------- |
| ۱۹۹۴ | افشای              | مت ساندرز |                |
| ۱۹۹۸ | بیس‌کتبال           | جوی توماس |                |
| ۱۹۹۸ | عملیات Splitsville | آرتور     |                |
| ۱۹۹۹ | قصه گو             | جون       | کوتاه          |
| ۲۰۱۶ | مشاغل              | بن        | کوتاه؛ کامل شد |

### تلویزیون
| سال                | عنوان          | نقش                      | یادداشت                                             |
| ------------------ | -------------- | ------------------------ | --------------------------------------------------- |
| ۱۹۹۶–۲۰۰۳          | فریژر          | فردریک کران              | مکرر؛ ۸ قسمت                                        |
| ۲۰۰۶–۲۰۰۷          | پسران و دختران | هنری واکر                | شخصیت اصلی                                          |
| ۲۰۱۳               | دستگیری توسعه  | جاش آبرامسون             | قسمت: "فروپاشی مستعمره"                             |
| ۲۰۱۳–۲۰۱۵          | مردان دیوانه   | جان ماتیس                | مکرر؛ ۱۳ قسمت                                       |
| ۲۰۱۶ - در حال حاضر | جادوگران       | جاش هابرمن / جاش جایگزین | مهمان فصل ۱؛ تکرار در فصل ۲؛ بازیگران اصلی از فصل ۳ |